# Afroleptomydas angolensis
Afroleptomydas angolensis är en tvåvingeart som beskrevs av Hesse 1972. Afroleptomydas angolensis ingår i släktet Afroleptomydas och familjen Mydidae.
Artens utbredningsområde är Angola. Inga underarter finns listade i Catalogue of Life.